# Моттеджана
Моттеджана (італ. Motteggiana) — муніципалітет в Італії, у регіоні Ломбардія,  провінція Мантуя.
Моттеджана розташована на відстані близько 380 км на північ від Рима, 135 км на схід від Мілана, 16 км на південь від Мантуї.
Населення — 2602 особи (2014).

## Демографія
Населення за роками:

Станом на 1 січня 2023 року в муніципалітеті офіційно проживав 351 іноземець з 28 країн, серед них 33 громадяни країн Євросоюзу та 15 громадян України.

## Міста-побратими
- Туран, Ізраїль (2012)

## Сусідні муніципалітети
- Борго-Вірджиліо
- Пегоньяга
- Сан-Бенедетто-По
- Суццара
- В'ядана